# Ancien ambon de la cathédrale de Parme (Antelami)

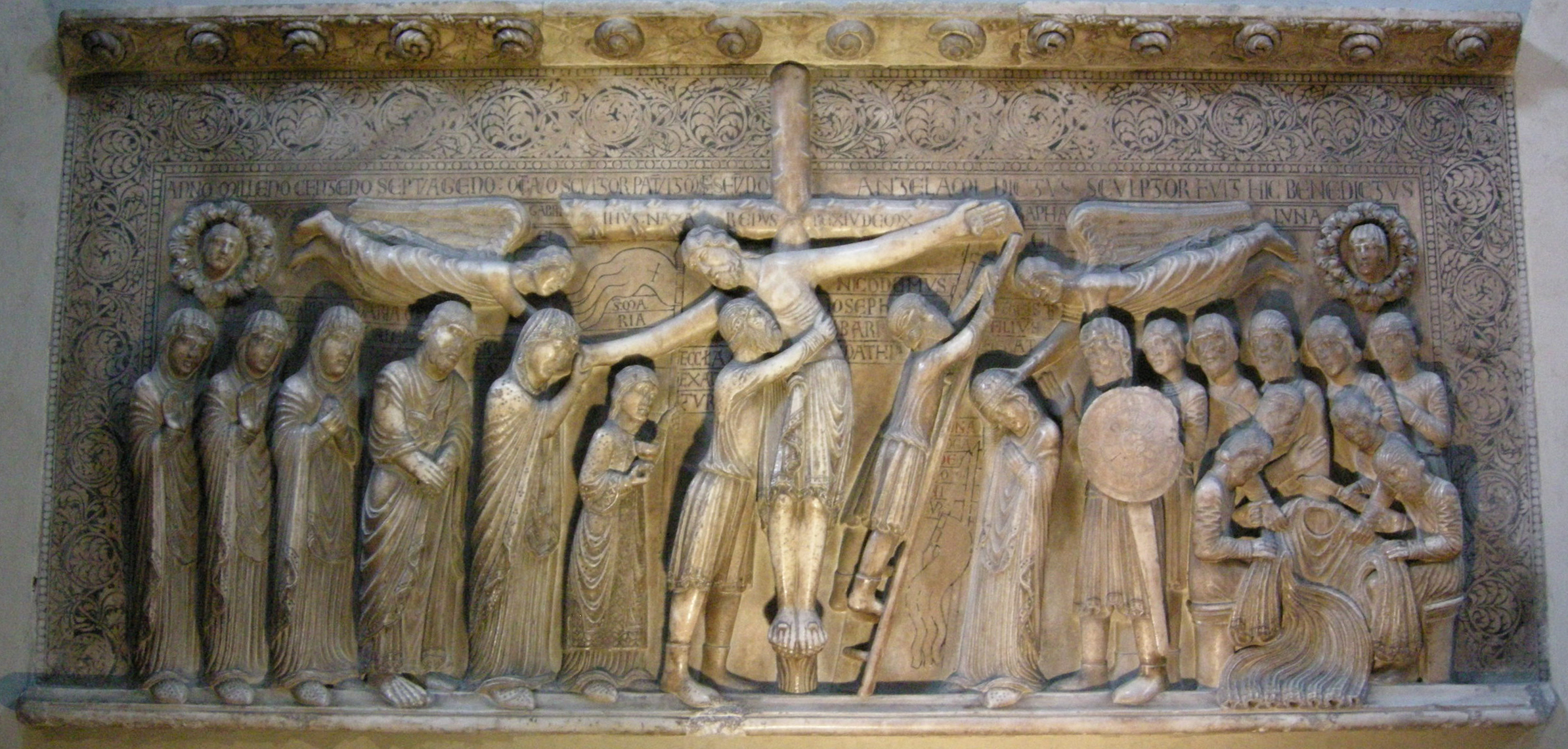
Descente de la Croix.

L’Ancien ambon de la cathédrale de Parme fut réalisé au cours des années 1175-1178 par Benedetto Antelami qui, pour la première fois, signa son œuvre.
Il fut démonté entre 1565 et 1567, durant les travaux dans la zone du chœur, en particulier l’agrandissement sur toute la largeur de la nef centrale de l’escalier qui donne accès au chœur.
Aujourd’hui, les éléments que l’on attribue à l’ambon et qui ne sont pas irrémédiablement disparus, sont peu nombreux et éparpillés en plusieurs lieux, même s’il convient de reconnaître qu’aucun document décisif, texte ou dessin, ne donne une valeur de certitude à ces attributions ; il s’agit :
- d’une plaque de marbre représentant la Descente de Croix, elle se trouve fixée au mur du transept sud de la cathédrale de Parme ;
- d'une seconde plaque, très mutilée, conservée au musée diocésain de Parme (it) ;
- de trois chapiteaux visibles à la Galerie Nationale de Parme ;
- et enfin de quatre lions stylophores également conservés au musée diocésain de Parme.

## Reconstitution de l’ambon
Certains spécialistes soutenaient à la lumière de ces éléments, qu’il s’agissait non pas d’un ambon mais d’un jubé, comme cela se trouve par exemple dans la cathédrale de Modène. Les investigations menées par A. C. Quintavalle sous le grand escalier actuel exécuté comme on l’a dit au XVIe siècle, ont permis de mettre au jour les maçonneries romanes qui supportaient au XIIe siècle, l’escalier qui donnait un accès direct à l’ambon et qui interdisent désormais d’envisager un jubé.
Les éléments de l’ambon qui nous sont parvenus et des textes anciens permettent d’envisager une hypothèse de reconstitution.
L’ambon devait être accolé au chœur et devait se trouver côté gauche de la nef centrale, à la hauteur de la sixième travée. Le corps était probablement un imposant carré dont trois côtés étaient ornés d’une plaque de marbre sculptée en bas-relief, le quatrième étant réservé à l’escalier d’accès. L’ensemble, très nettement surélevé par rapport au sol, reposait sur quatre colonnes aux sommets desquelles se trouvaient des chapiteaux historiés, les colonnes étaient supportées par quatre lions stylophores,.
Dans cette hypothèse, n'ont pas été retrouvées la troisième plaque et les colonnes. La trace du quatrième chapiteau s’est perdue à la fin du XIXe siècle, lorsqu’il est tombé entre les mains de mercantiles ; il était déjà très mutilé puisque coupé en deux à mi-hauteur.

## Description des éléments de l’ambon

### La plaque de la Descente de Croix

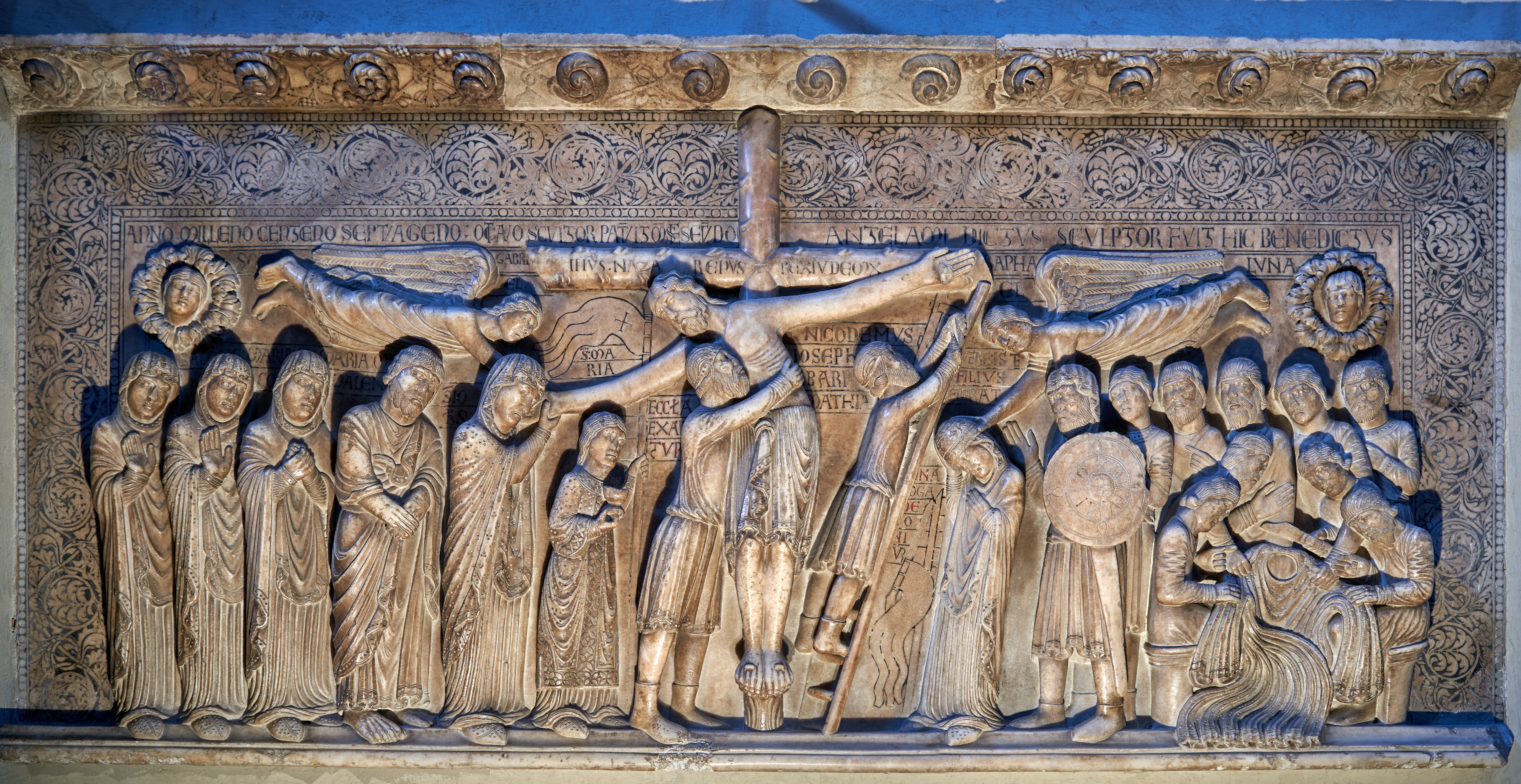

Il s’agit là d’un des chefs-d’œuvre de la sculpture romane italienne.
Il semble bien que même après le démantèlement de l’ambon, cet élément n’ait jamais quitté la cathédrale, ce qui a participé à sa bonne conservation. Il s’agit d’une plaque de marbre (110 x 230 cm) sculptée en bas-relief par Benedetto Antelami. C’est la première œuvre certaine du Maître, qui l’a datée et signée par une longue inscription : Anno milleno centeno septuageno : octavo scultor patravit mense secundo / Antelami dictus sculptor fuit hic Benedictus. (En 1178, le sculpteur exécuta cette œuvre au second mois  : ce sculpteur fut Benedetto Antelami).
D’autres gravures à côté de chaque personnage mentionnent son nom ou sa qualité.
L’œuvre représente le moment où le corps du Christ est descendu de la Croix. L’ensemble est encadré d’une corniche, ornée dans sa partie supérieure de rosettes  en forme de bouton qui rappellent la corniche inférieure du jubé de Modène. Le fond est décoré de rinceaux incrustés qui font appel à une technique byzantine.
La scène est organisée par la Croix qui au milieu partage l’événement en deux images distinctes ; cette Croix, manifestement faite de branches, est à la fois bois de sacrifice et arbre de vie. Au centre de la composition, Joseph d’Arimathie soutient le corps sans vie de Jésus, dont un bras déjà détaché est tendrement porté par la Vierge assistée de l’archange Gabriel, alors que Nicodème sur une échelle, s’apprête à libérer l’autre bras.
Un double regard est porté sur l’événement. À droite de la Croix, derrière la Vierge, un regard douloureux parcourt les trois Maries et saint Jean. Devant la Vierge Marie un personnage représente l’Église glorieuse, elle tient d’une main une bannière à l’effigie de la Croix, de l’autre le calice ayant recueilli le sang du Christ ; sur toute cette zone de l’œuvre le soleil resplendit. À gauche de la Croix, la synagogue représente le peuple hébreu, elle soutient de la main sa tête que l’archange Raphaël lui fait incliner en signe de défaite ; elle a les yeux clos car elle ne voit pas, elle ne croit pas. Suivent cinq soldats romains sous le commandement d’un centurion muni d’un bouclier. À la hauteur de sa tête se trouve gravé : vere iste Filius Dei erat (vraiment, celui-ci était Fils de Dieu), ce qui l’identifie au centurion Longin ; la seule lueur optimiste de cette partie du tableau. Au premier plan, sur des sièges, d’autres soldats se sont emparés de la tunique sans couture du Christ, ils hésitent à couper le tissu pour le partager. En haut, la lune blafarde éclaire la scène.

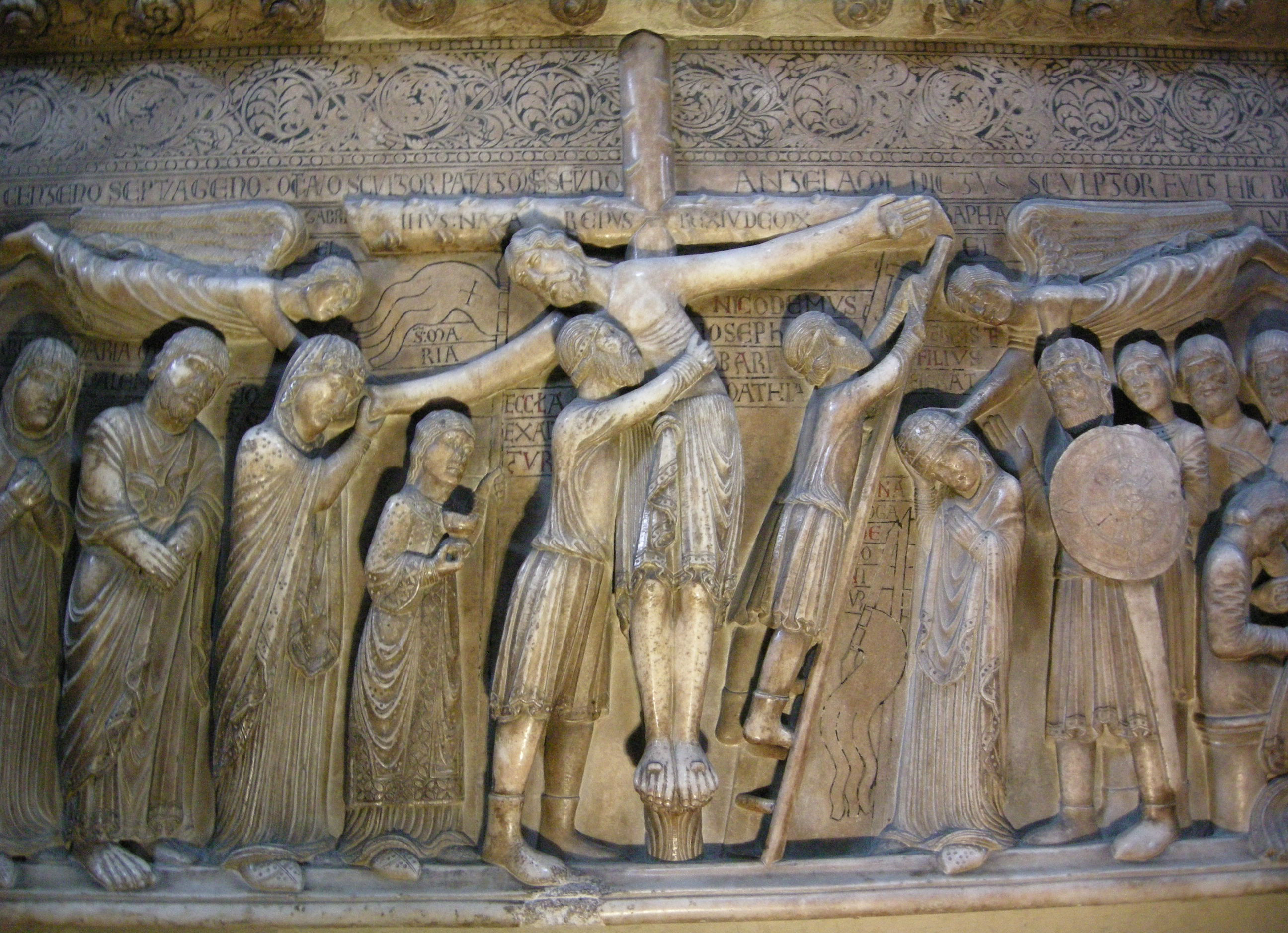
La partie centrale de l'œuvre.
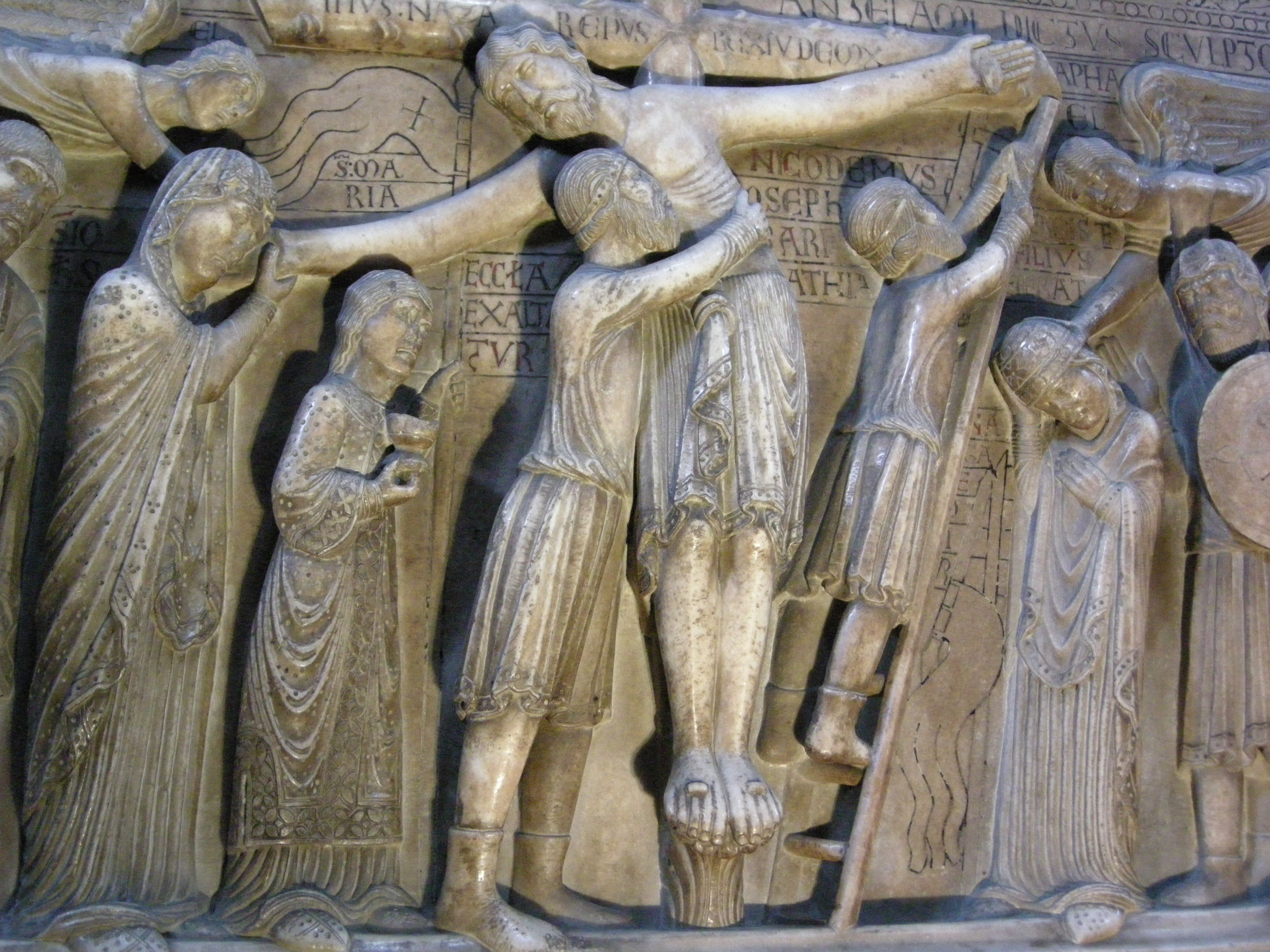
L'Église et la Synagogue.
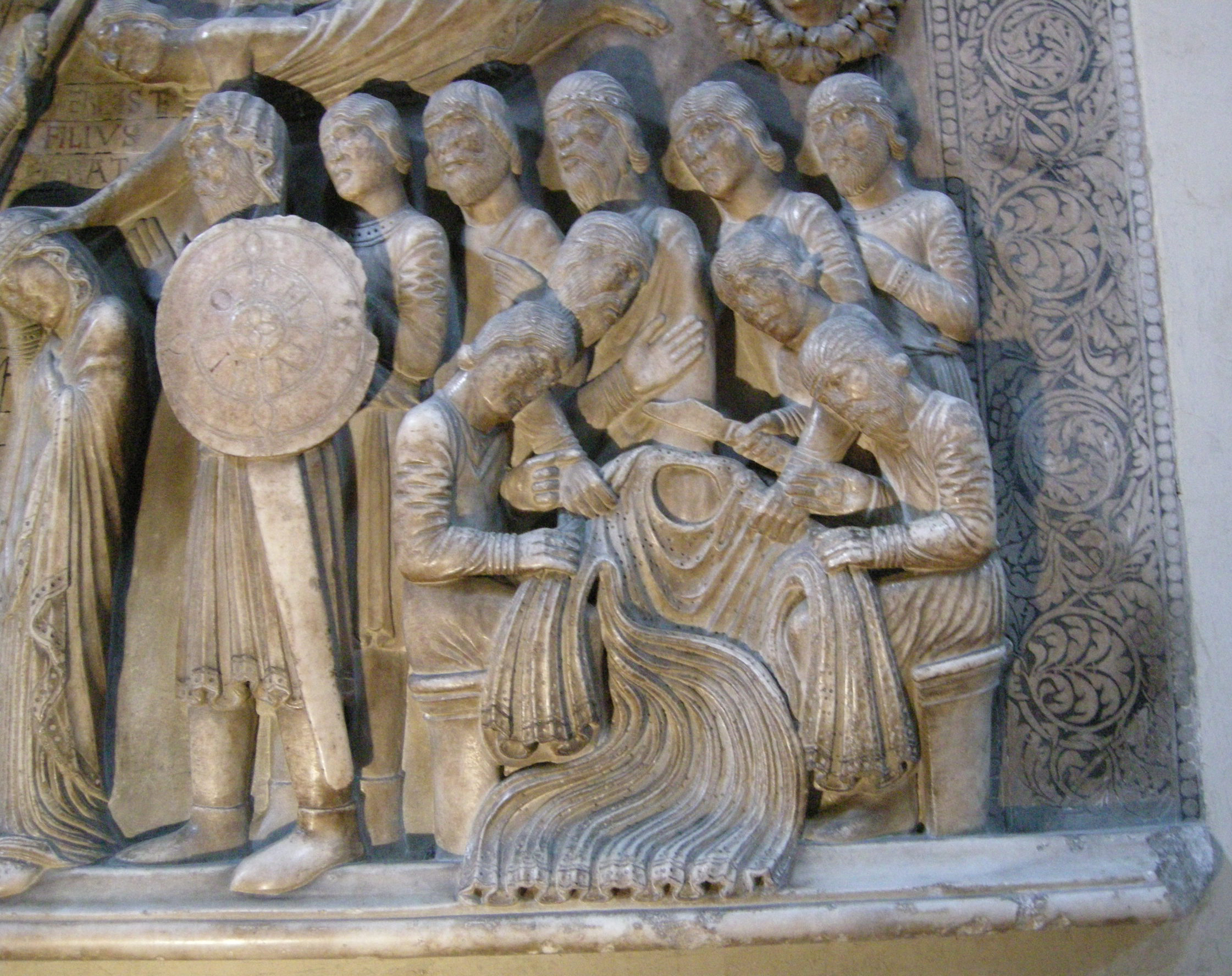
Longin et les autres soldats.

### La seconde plaque du musée diocésain
Cette plaque n’eut pas la chance de la première. Elle fut retrouvée par hasard en 1913, à la faveur de travaux de restauration dans l’église désaffectée de Santa Maria del Carmine (it) à Parme, aujourd’hui transformée en auditorium. Elle fut descellée d’un mur d’une chapelle au cours des travaux et l’on constata des sculptures à son revers que l’on attribua à l’ambon. Malheureusement, elle parvint au musée en morceaux rendus friables par trois incendies successifs et les sculptures à peu près illisibles, car les ouvriers qui l’avait mise en place au XVIIIe siècle dans l’église des carmes les avaient martelées pour faciliter son encastrement,.
Malgré ces injures, on constate que son encadrement est réalisé des mêmes rinceaux que ceux de la Descente de Croix et exécutés d’une manière toute identique. La largeur de la bande est commune et les dimensions générales des deux plaques sont concordantes. On y retrouve aussi une inscription en vers léonin et à côté des personnages l’indication de leur nom. On en déduit que cette seconde plaque est bien de la même main que la première. 
Les mutilations laissent deviner l’image du Christ en Gloire dans une mandorle, entouré des symboles des évangélistes et de docteurs de l’Église.

### Les chapiteaux
Ils sont réalisés en marbre blanc. Les dimensions de chacun d’eux sont de 36,5 x 33 x 22,5 cm.
Le premier chapiteau retrace l'histoire d'Adam et Ève selon la Bible, au paradis terrestre. Dieu, somptueusement vêtu, introduit Adam, nu, au Paradis en le tenant par la main, Ève, également nue, suit Adam. Ève se laisse séduire par le serpent. Ils mangèrent l’un et l’autre du fruit défendu. La honte d'Adam et Ève se découvrant nus.

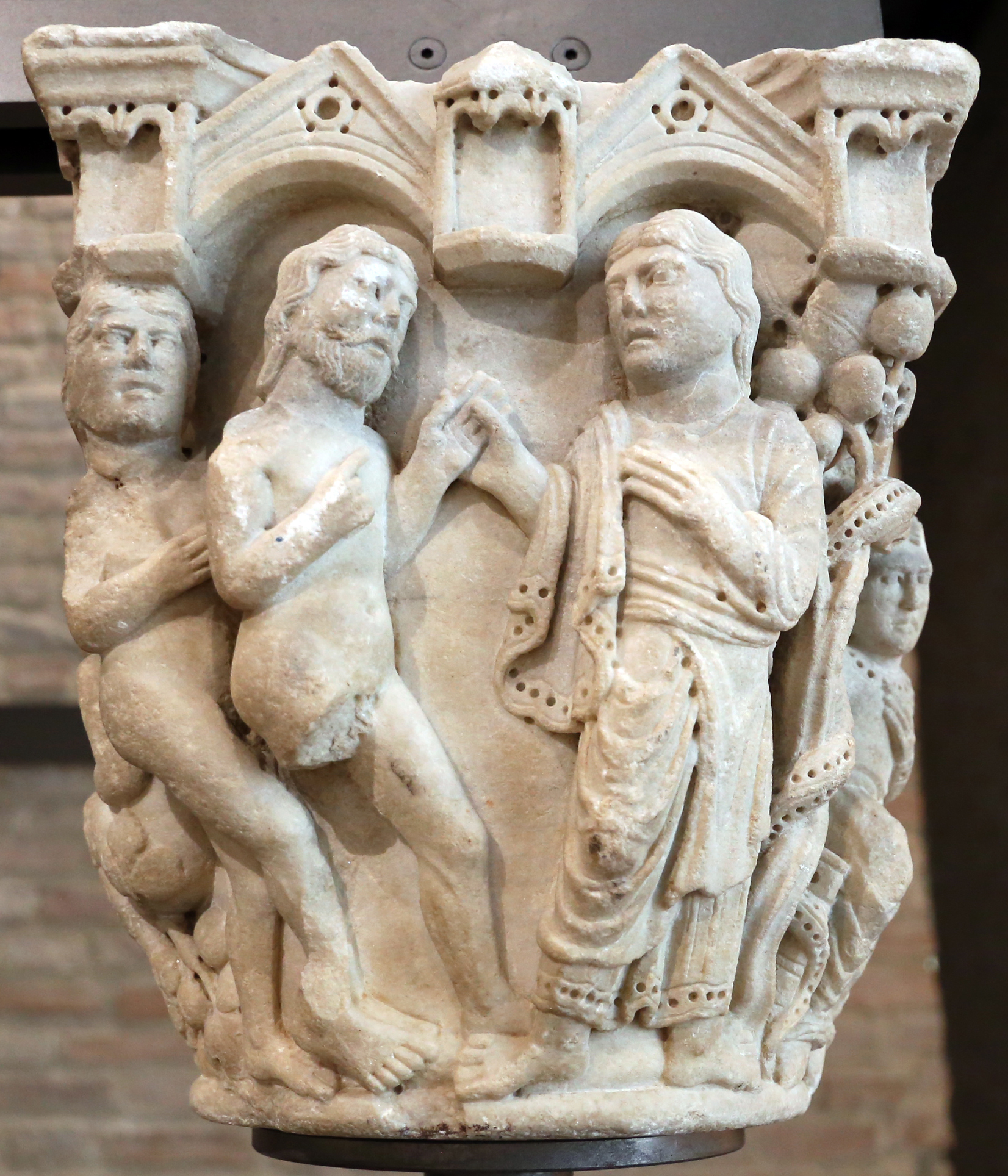
L'introduction d'Adam et Ève au paradis.
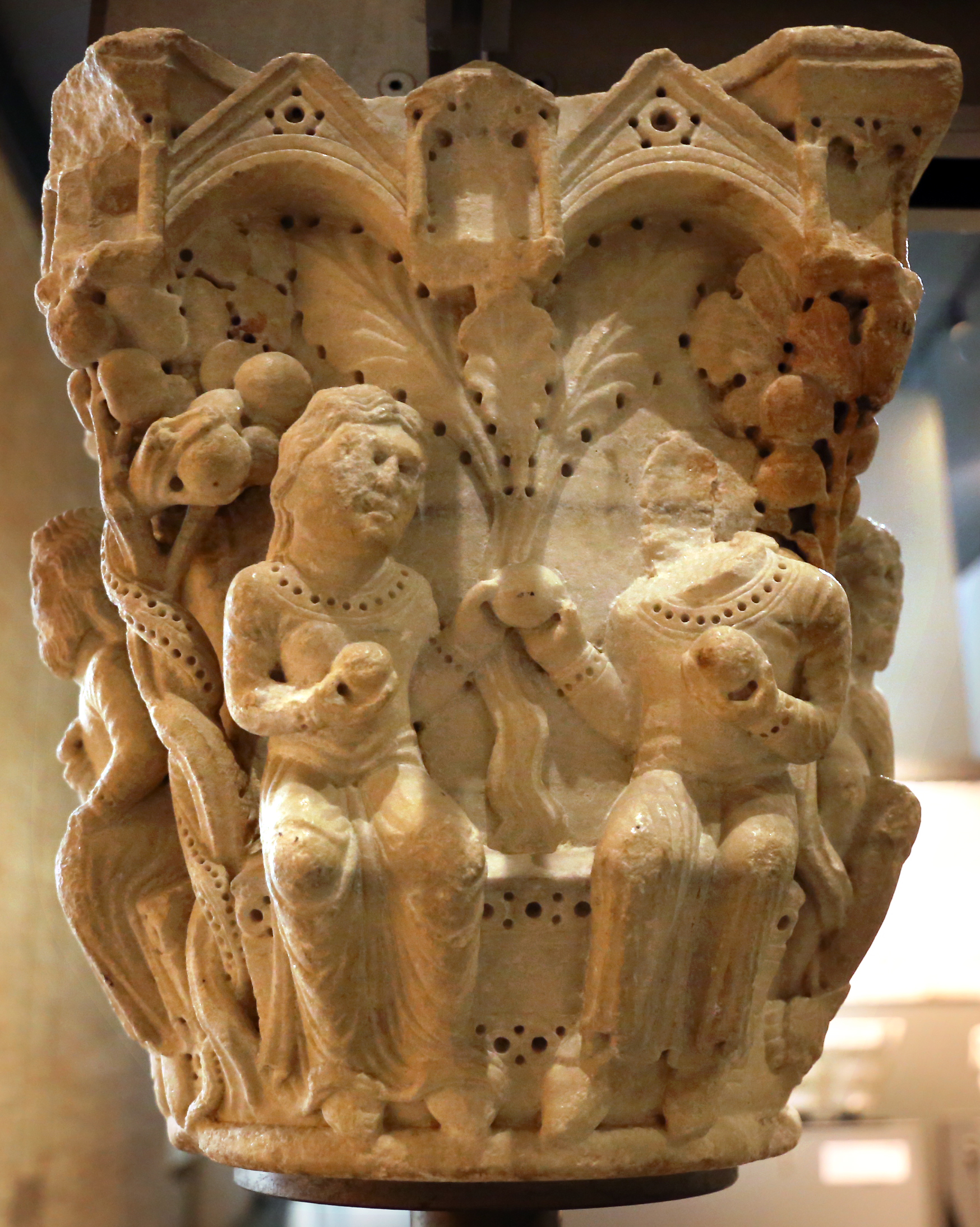
Le péché originel.
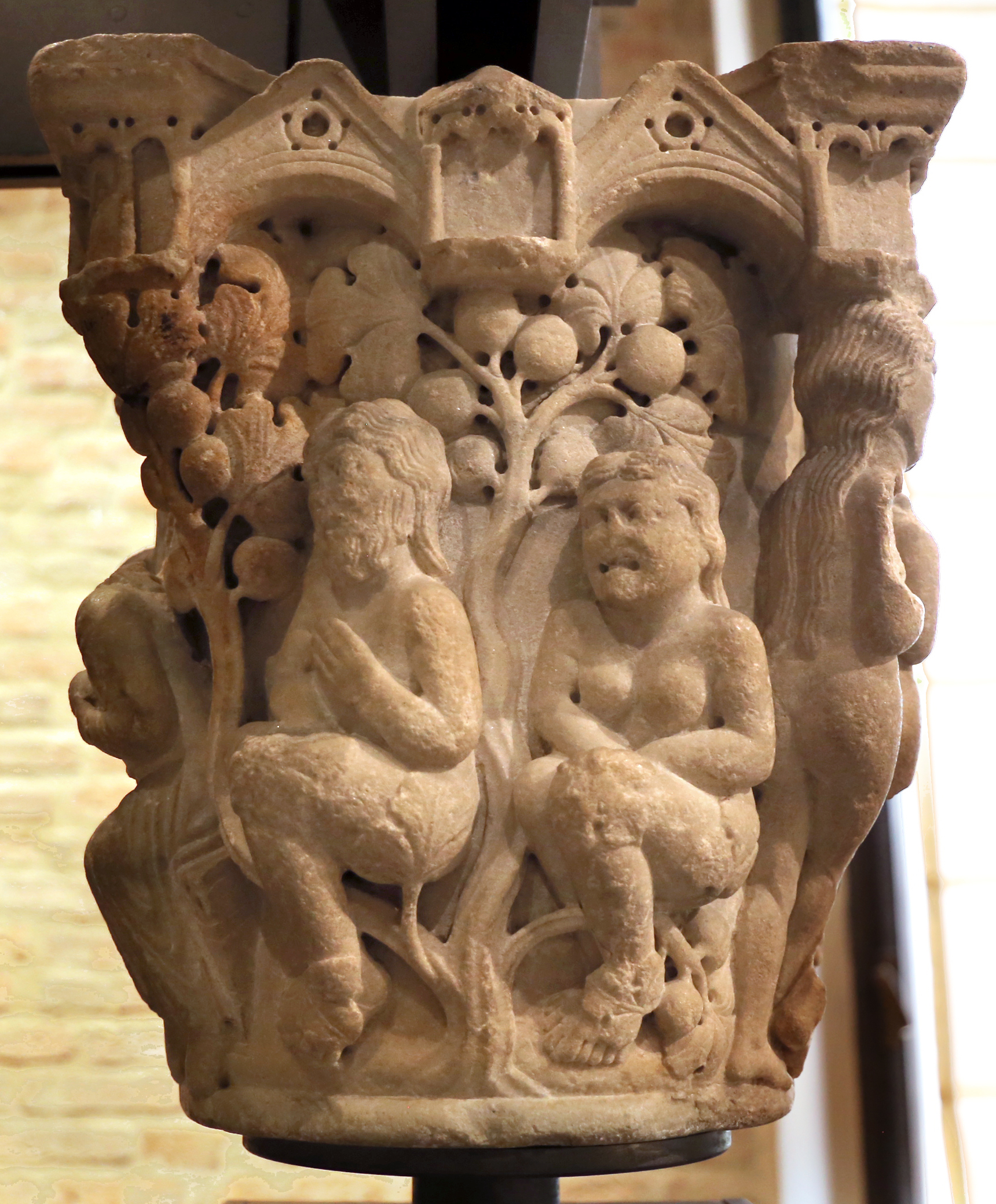
La honte d'Adam et Ève se découvrant nus.

Le second chapiteau poursuit l’histoire. L'ange expulse Adam et Ève du paradis. L’ingrat travail de la terre ; Ève file la laine avec une quenouille. Les offrandes d’Abel et Caïn. Le meurtre d’Abel par Caïn.

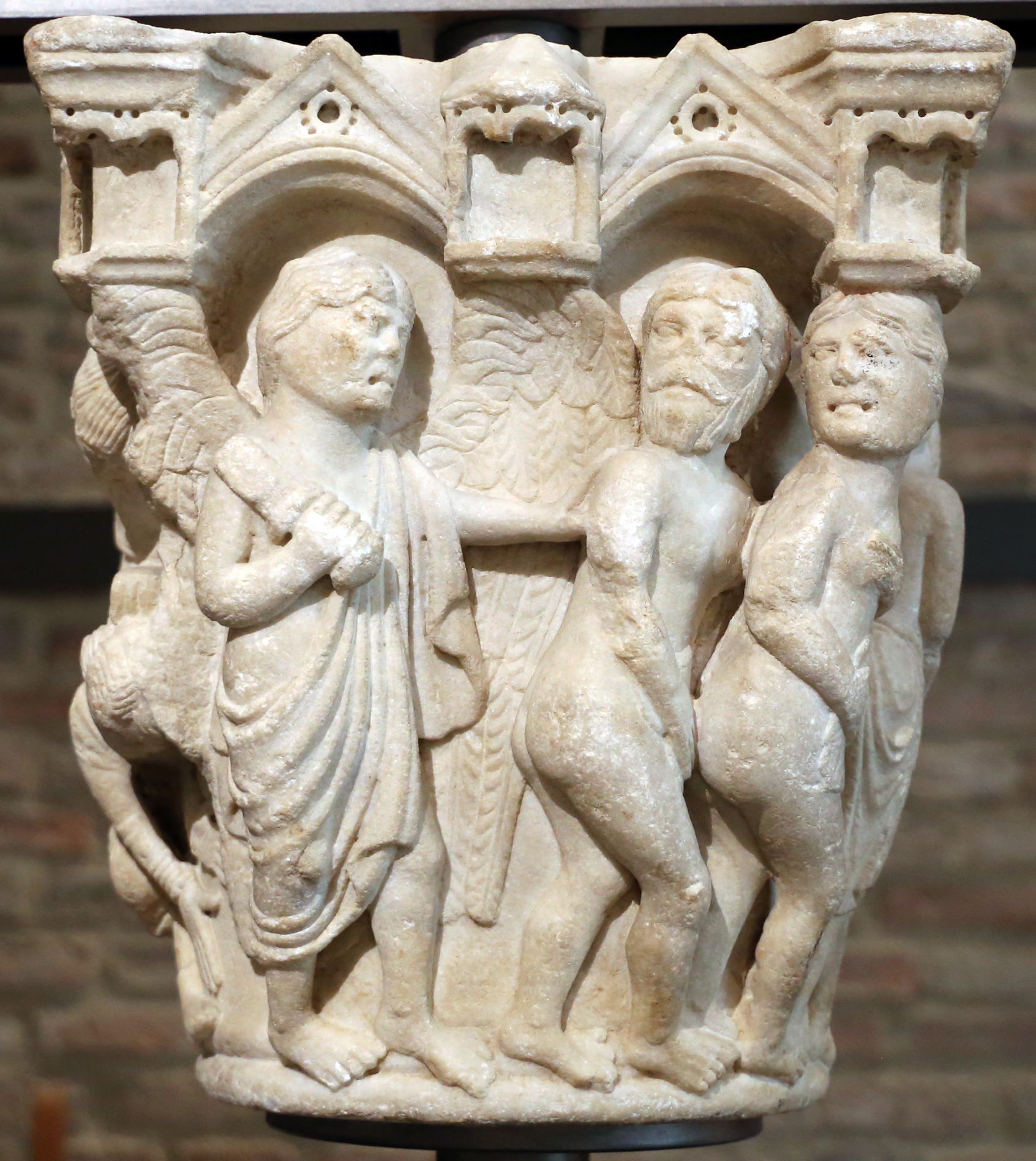
L'expulsion du paradis.
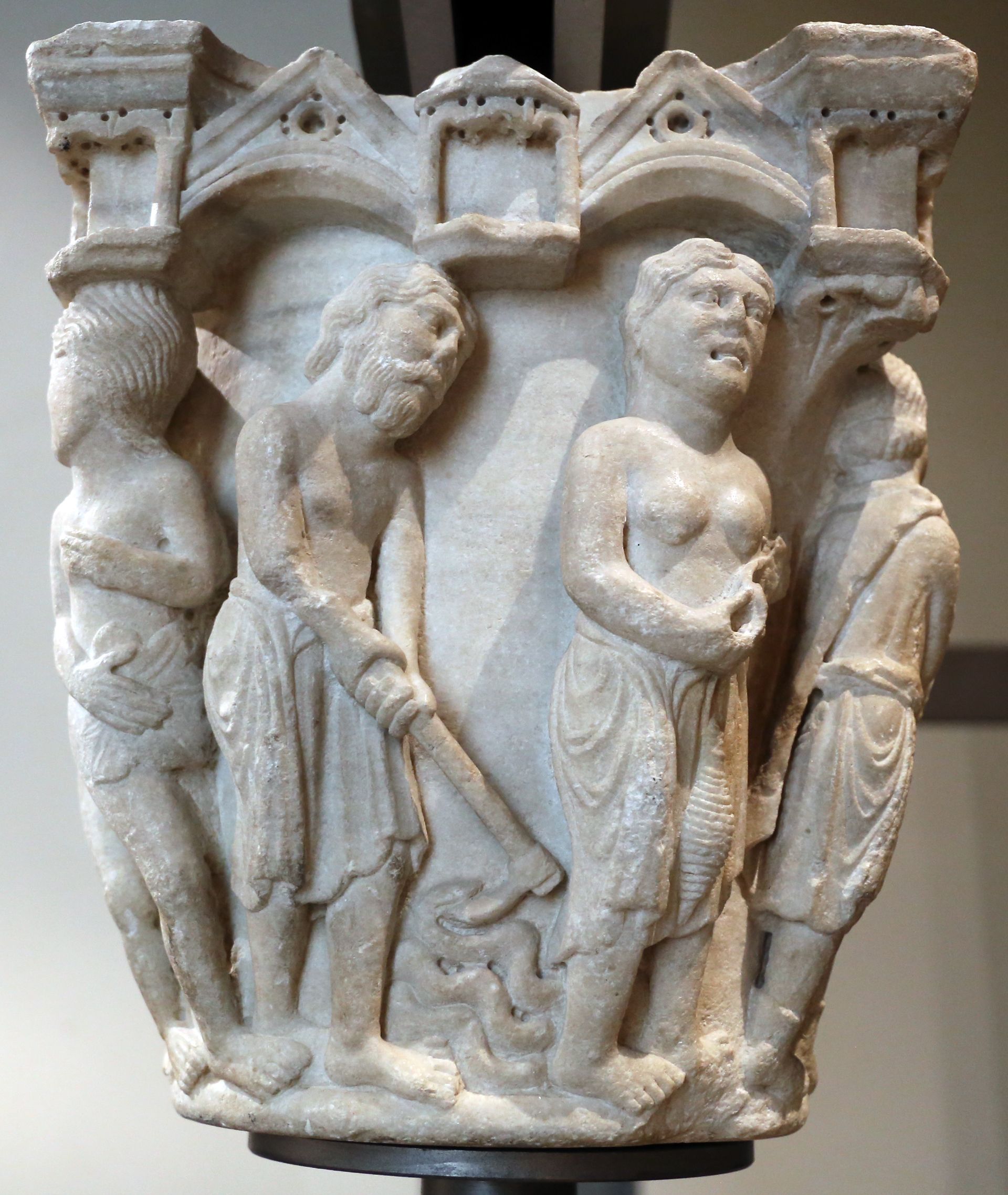
Le travail de nos parents.
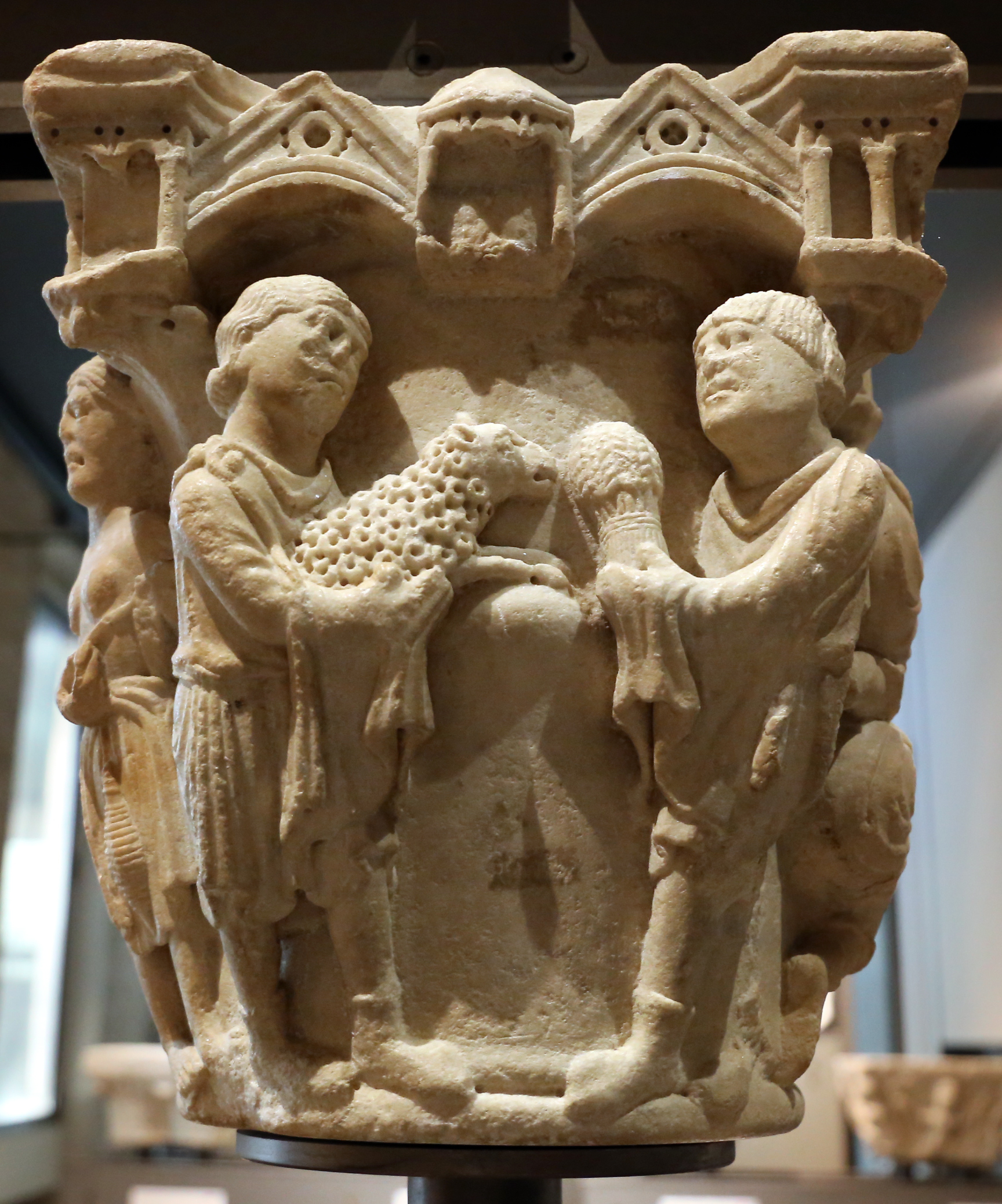
Les offrandes d'Abel et Caïn.
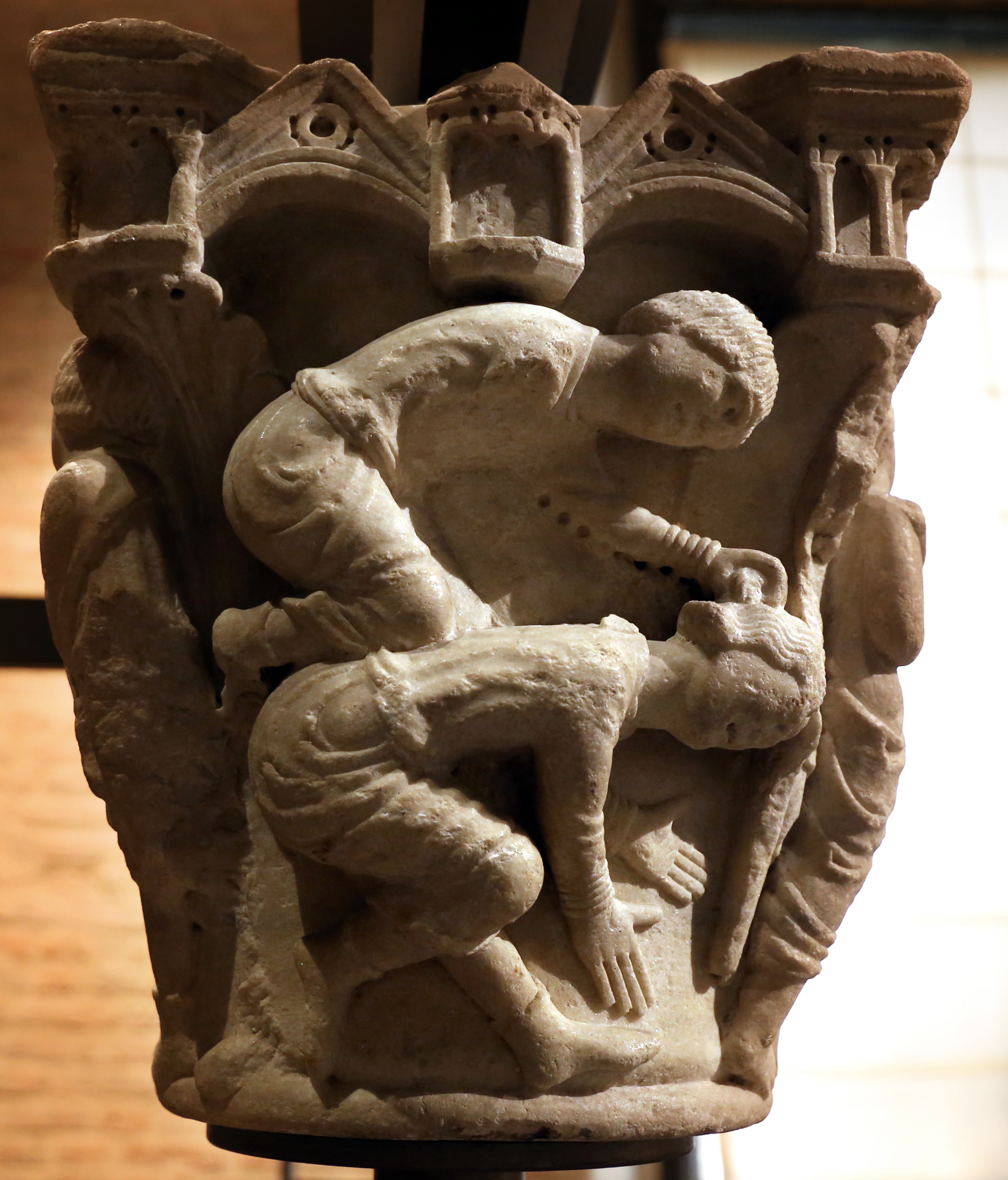
Le meurtre.

Le troisième chapiteau retrace des épisodes du livre des Rois. Absalon à cheval. David recevant l’annonce de la mort d’Absalon. Le jugement de Salomon. La Reine de Saba.

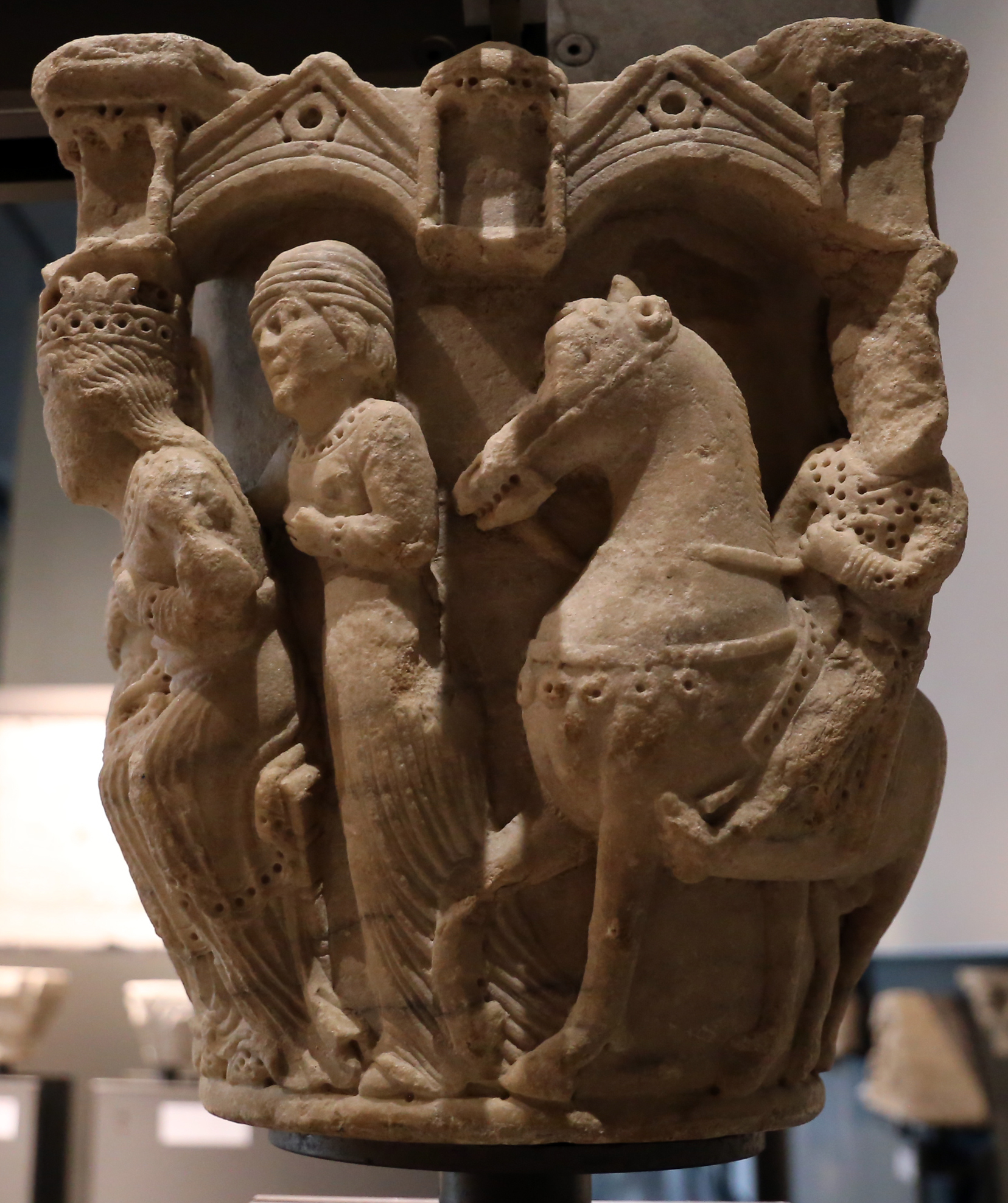
Absalon à cheval.
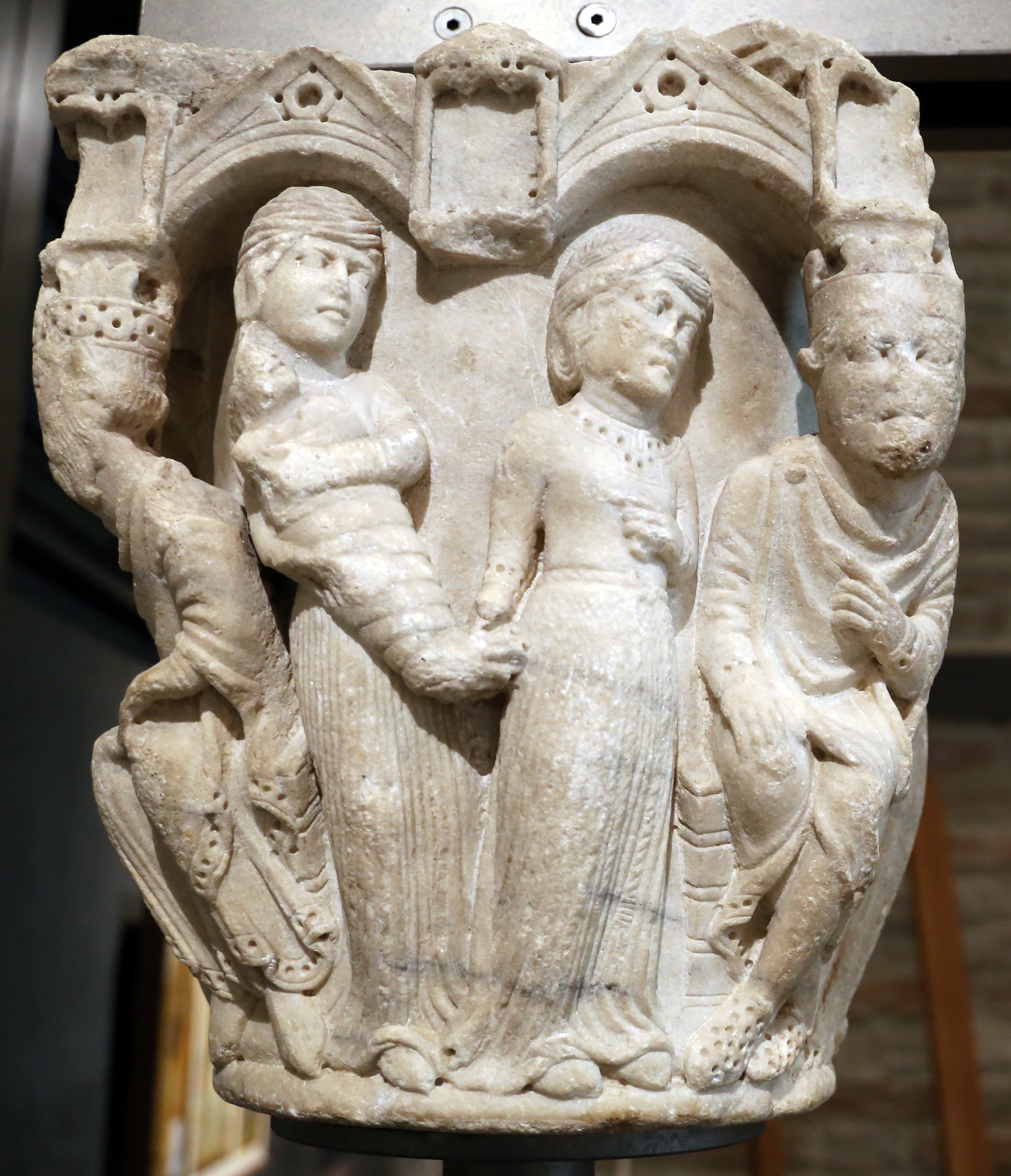
Le jugement de Salomon.
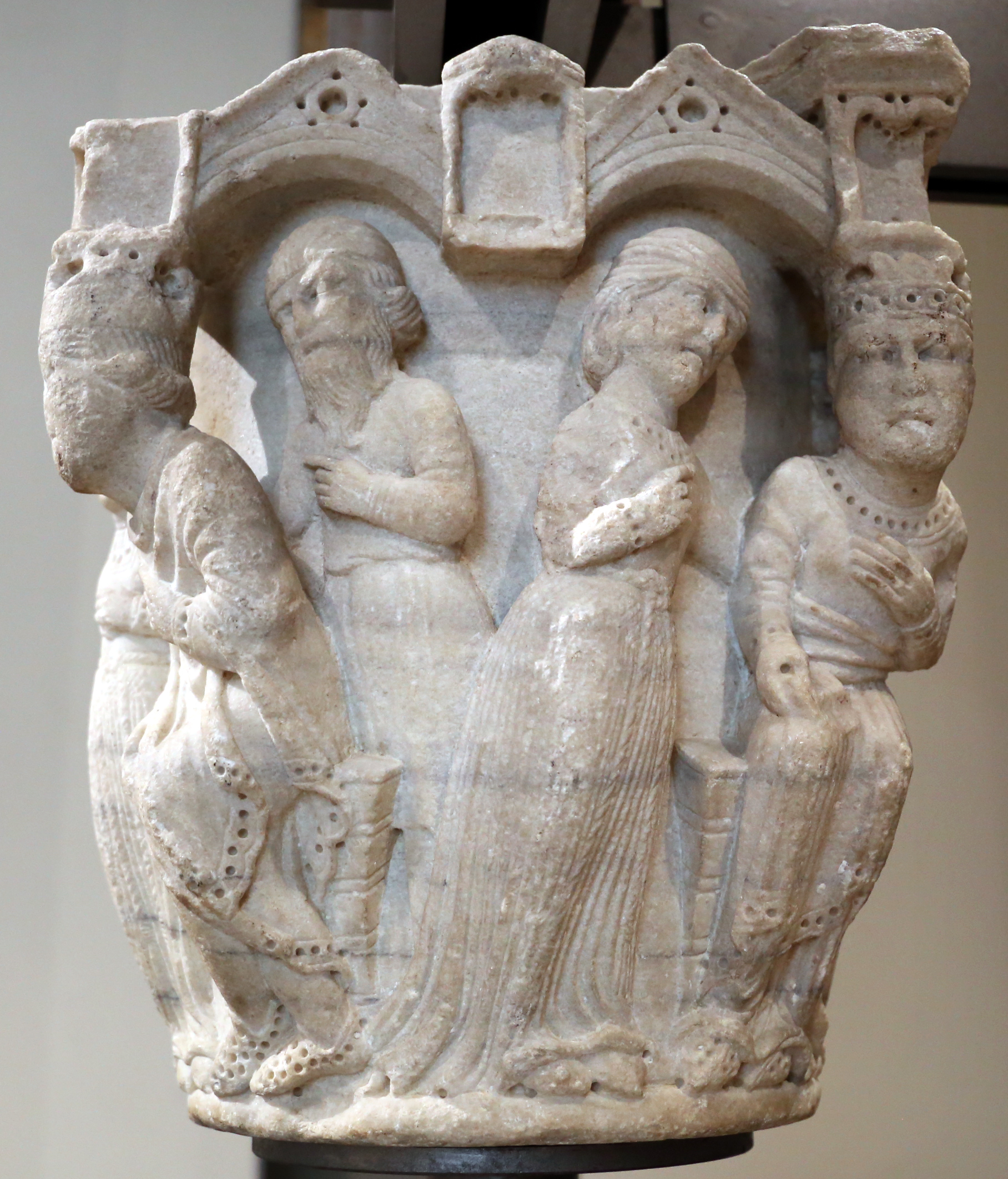
La Reine de Saba (à droite).

### Les lions stylophores
Les quatre lions stylophores sont en marbre de Vérone, ils ont chacun une longueur de 1,23 m et sont de style antiquisant.

## Identification de l’auteur des éléments
L’auteur de la Descente de Croix est clairement identifiable mais les autres éléments ne sont pas signés et l’on peut donc se poser la question de savoir si Antelami a travaillé seul à l’œuvre de l’ambon ou s’il eut des aides. Pour autant que l’on puisse en juger, la plaque du Christ en gloire doit lui être attribuée car malgré son état déplorable, plusieurs traits de style rappellent la Descente de Croix. En particulier la bande décorative et l’emploi de la gravure pour le fond du panneau, et certains détails encore visibles comme les étoiles de la mandorle, la même forme des ailes, etc..
Tous les spécialistes s’accordent à reconnaître la parenté entre la Descente de Croix et les chapiteaux, d’autant que le symbolisme des thèmes entre les deux est en étroite relation. Le style des chapiteaux est homogène entre-eux, mais la ressemblance avec la Descente de Croix est moindre. Pourtant, par de nombreux points on reconnaît la main d’Antelami (la fréquence de l’usage du trépan, les petits plis des manches aux poignets, les cheveux, etc.) mais la forme globale est différente et laisse deviner un collaborateur dirigé par Antelami qui parfois prend lui-même les outils pour l’exécution d’un détail spécifique. Il n’en reste pas moins que le « Maître des chapiteaux » a un goût plus marqué pour les formes arrondies, pour des mouvements moins solennels, moins figés et les lignes plus douces.
Les quatre lions stylophores quant à eux, sont tellement semblables sur tous les plans, avec ceux de la cathédrale San Lorenzo de Gênes que l’on attribue à Antelami, que le doute n’est pas permis.

## Style
Le « Maître des chapiteaux » est un narrateur qui s’attache particulièrement à l’expression psychologique des personnages. On peut voir le roi David à qui l’on apprend la mort de son fils, musique suspendue, son regard se retire dans une douleur intérieure. De même la scène où Ève minaude devant le serpent, à quoi pense Adam dans l’attitude qui lui est donnée ?

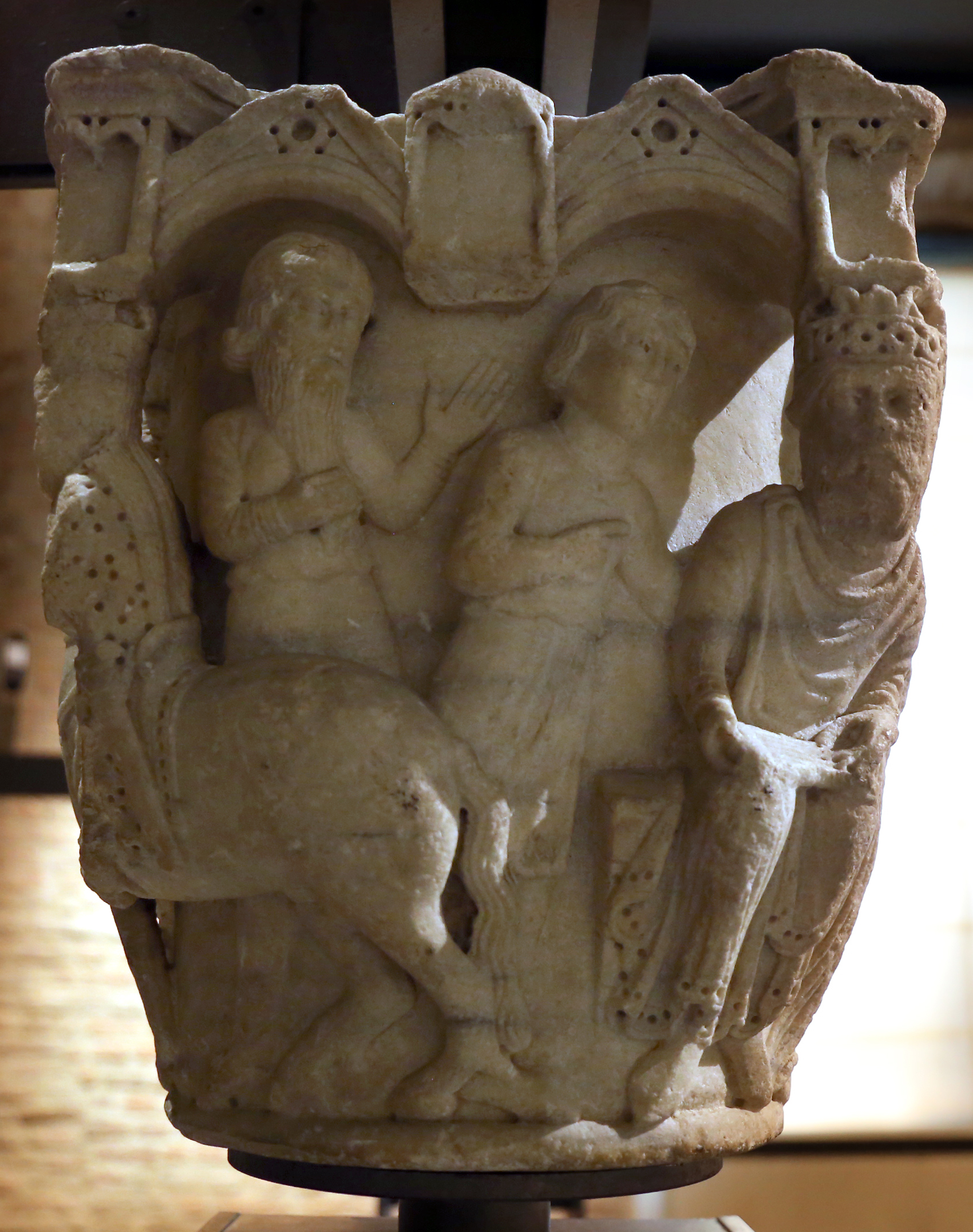
David apprenant la mort d'Absalon.
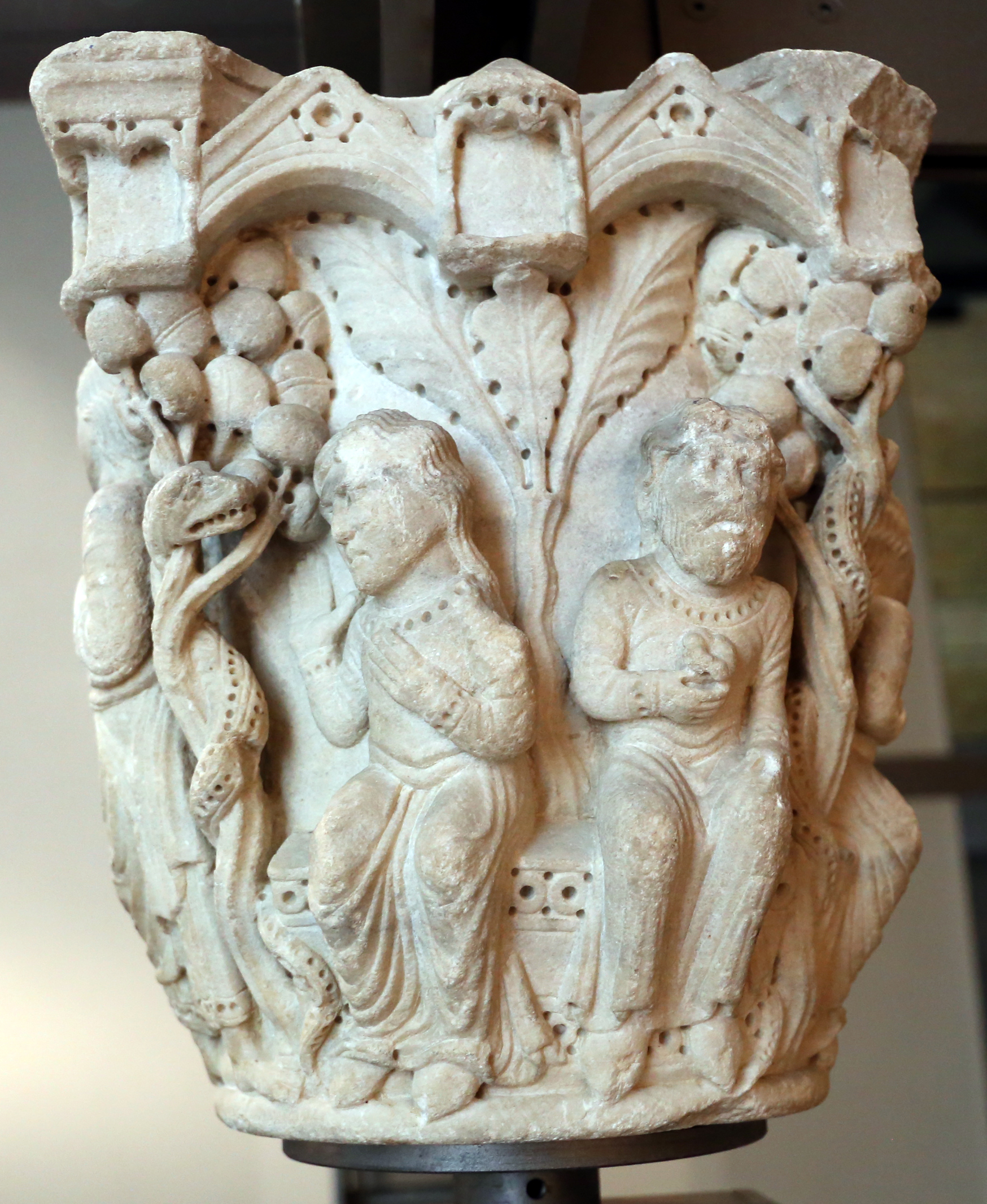
À quoi pense Adam avec une fleur dans la main ?

Différente et plus accusée est la sensibilité d'Antelami, qui s’attache plus à la grandeur, la solennité et une composition admirable ; une impression de calme et de majesté.
On retrouve dans le style d'Antelami et de son école la trace d’influences diverses.
Tout d’abord celle de la sculpture italienne, en particulier émilienne : les deux chapiteaux se rapportant à la Genèse s’inspirent du cycle de Modène ; de même le cycle de l’histoire des Rois était à la mode dans l’Italie septentrionale et on retrouve David aussi à Modène, et les personnages de la Descente de Croix semblent inspirés de ceux de son jubé[réf. souhaitée].
Les sculptures d'Antelami, mais plus encore celles du « Maître des chapiteaux » sont pénétrées des modèles antiques[réf. souhaitée]. Les formes et les visages des chapiteaux, les feuillages qui servent de fond aux scènes du paradis terrestre, sortent tout droit des sarcophages et des frises antiques.
Mais la personnalité essentielle d'Antelami semble particulièrement empreinte de la culture provençale, à tel point que la Descente de Croix est calquée sur le modèle de la Crucifixion du tympan du portail de droite de l’abbaye de Saint-Gilles[réf. nécessaire]. On y voit le soleil et la lune, ce qui est assez fréquent dans cette iconographie, mais beaucoup plus étonnant se trouvent également dans les deux œuvres, l’Église et la Synagogue et même l’ange qui lui fait baisser la tête[réf. nécessaire]. Quant aux saintes femmes d'Antelami, elles sont tirées exactement, y compris leurs attitudes et les détails vestimentaires, du groupe des trois Marie derrière le sépulcre du Christ, qui se trouvent sur le linteau en-dessous du tympan de Saint-Gilles ; il est bien aisé d’identifier également les modèles provençaux qui ont servi pour les soldats d'Antelami (Aix, Arles).

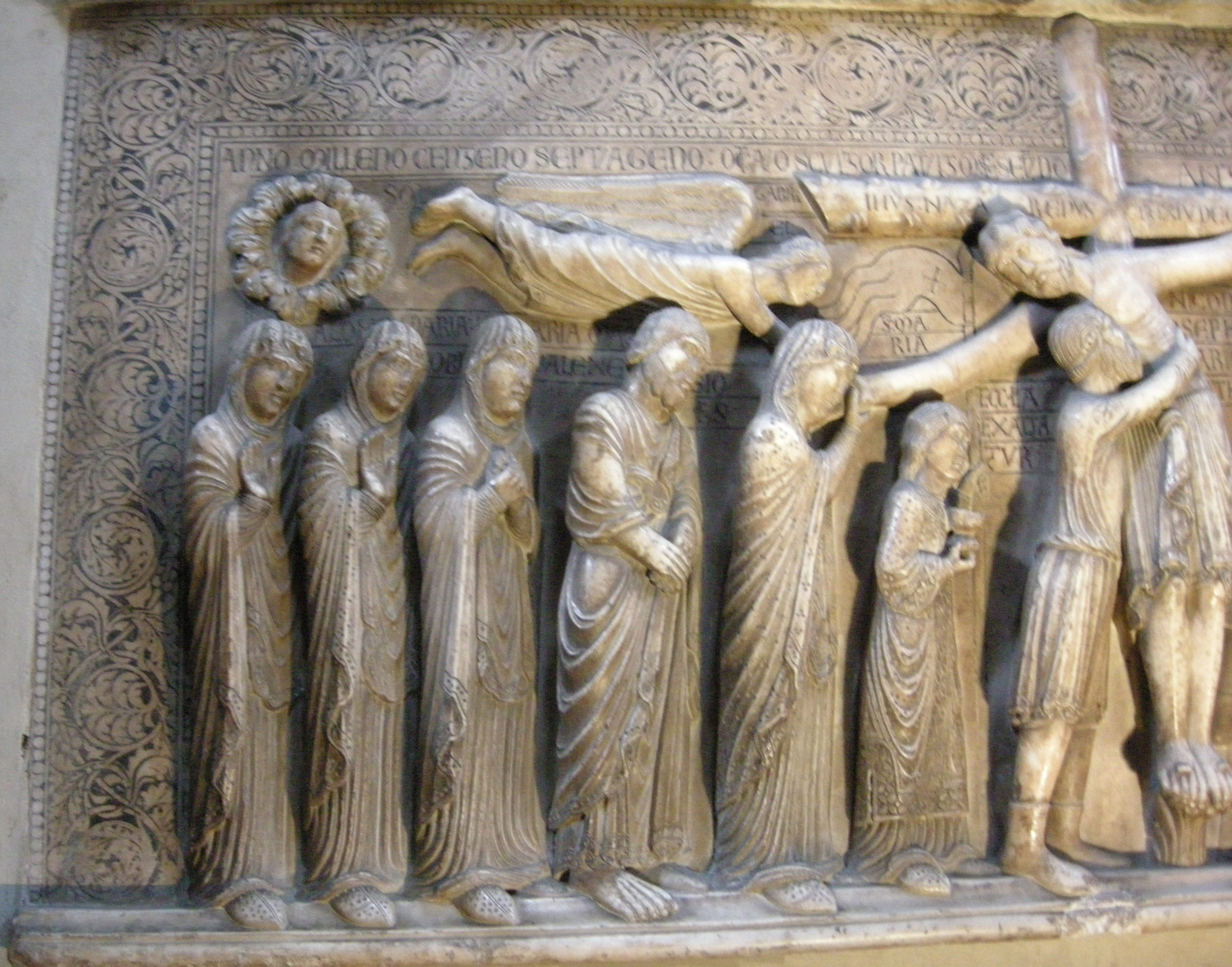
(détail)Les trois femmes derrières saint Jean.
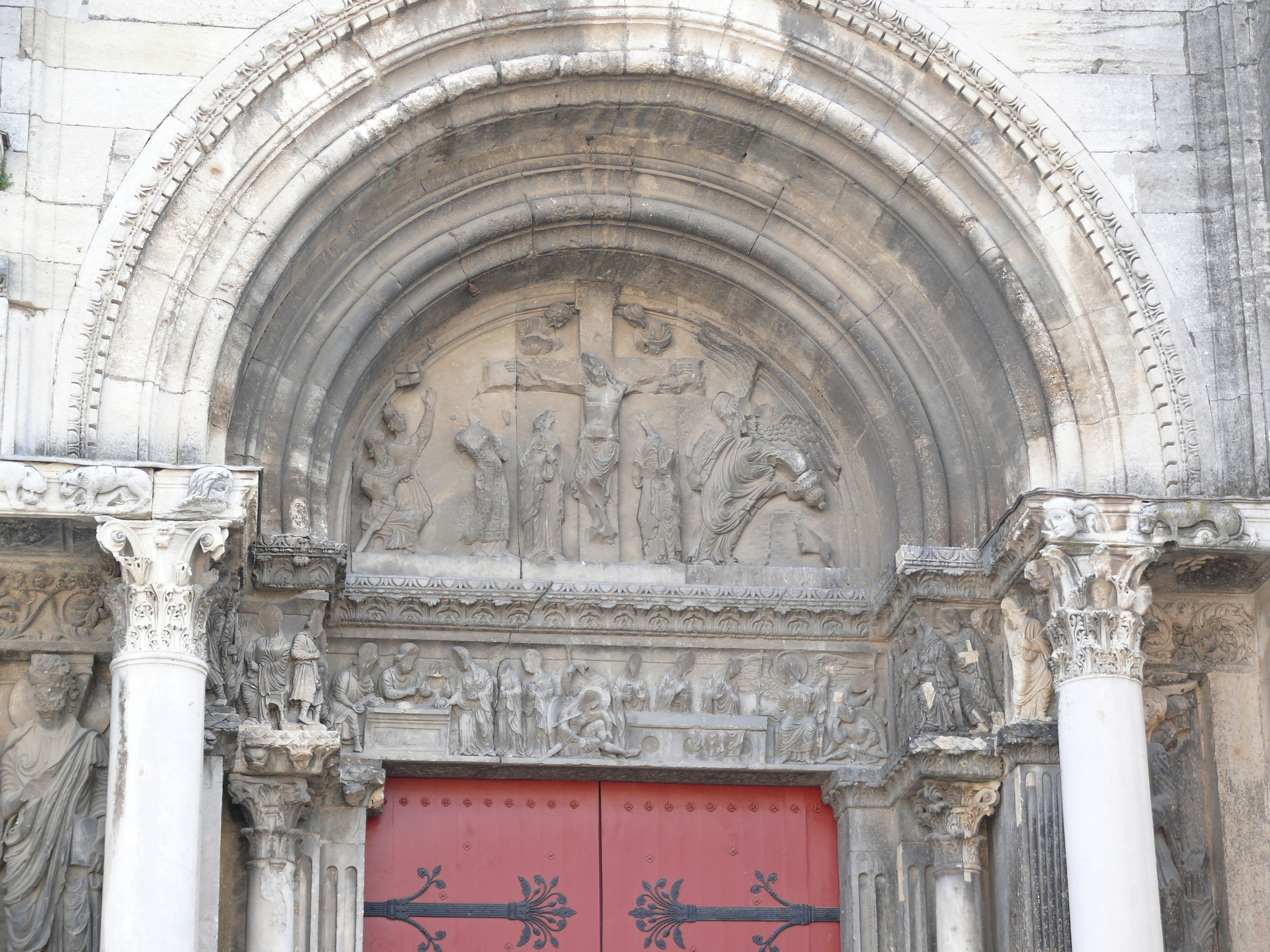
Saint-Gilles, tympan de la Crucifixion et son linteau.

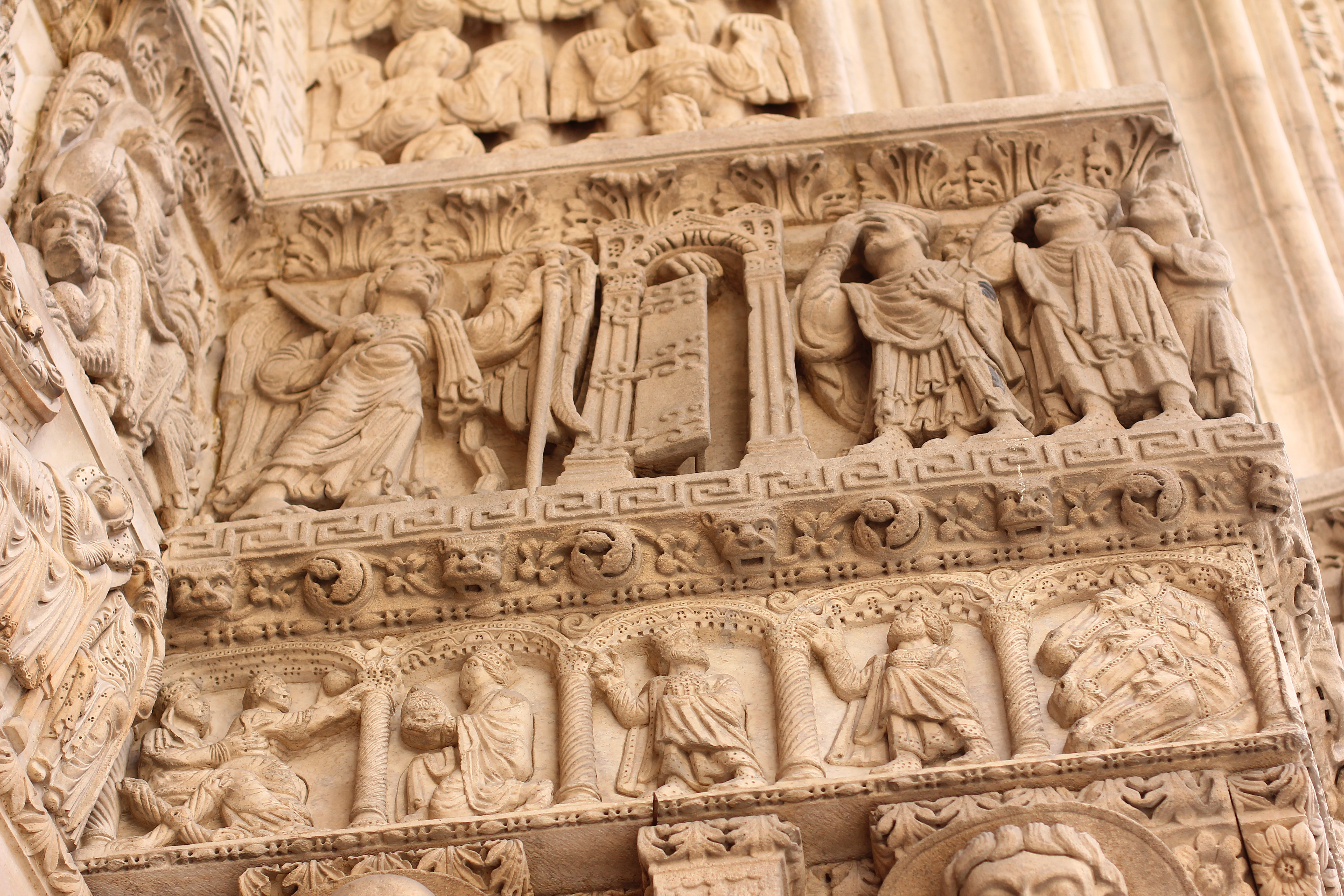
Saint-Trophime d'Arles, la porte du Paradis.

Jusqu’aux gâbles et pinacles qui couronnent les chapiteaux, on pourrait penser aux portails de l’Ile-de-France, au portail Royal de Chartres en particulier. En fait, c’est probablement en Arles (décoration de la porte du Paradis) qu'Antelami a puisé cette inspiration[réf. souhaitée], même si l’influence de Chartres ne peut être complètement écartée, peut-être à travers un collège migrateur rencontré en Provence, car l’influence de Chartres n’apparaît pas assez nettement dans cette première œuvre d'Antelami pour que l’on puisse supposer qu’il ait fait le voyage de Chartres dès cette époque, lequel sans nul doute il fit plus tard.